# Polepka
Polepka je potok, levostranný přítok Labe v okresech Kutná Hora a Kolín ve Středočeském kraji. Délka toku činí 17,2 km. Plocha povodí měří 39,1 km².

## Průběh toku
Polepka pramení severozápadně od Vidic v nadmořské výšce 402 m. Nejprve její tok směřuje na sever, protéká osadou Dobřeň. Zde její tok posilují zprava potoky Doubrava a Vysoká. Odtud potok teče na severozápad k osadě Malenovice, kde přitéká zleva Solopyský potok. Od Malenovic proudí na sever ke vsi Chotouchov, od níž se stáčí na severovýchod k obci Ratboř. Od Ratboře teče dále severovýchodním směrem, protéká údolím při východním okraji obce Pašinka. Níže po proudu protéká obcí Polepy. Po dalších 3 kilometrech se vlévá zleva do Labe u přírodní památky Kolínské tůně v nadmořské výšce 194 m.

### Popis potoka v obci Polepy
Na horním kraji Polep (proti proudu) je jez, pod kterým asi 5 metrů teče strouha od čirého pramene ke kterému chodí pro pitnou vodu mnoho lidí z okolí.
Nad jezem je tok hlubší a přirozeně, kvůli jezu, mírnější a pomalejší. Po chvíli cesty proti proudu, u osady na panské stráni, se do něj vlévá potok. Dále proti proudu nabírá Polepka dravosti a začínají se objevovat brody a mělčiny.
Pod jezem je mělké písčité jezírko (cca 10x4–6 m) s bahnitými břehy. Tok pod jezem je z počátku prudší a poté se zdánlivě uklidňuje.

### Větší přítoky
- levé – Solopyský potok
- pravé – Doubrava, Vysoká, Vysocký potok

## Vodní režim
Průměrný průtok u ústí činí 0,17 m³/s.